# (72569) 2001 EC13
(72569) 2001 EC13 – planetoida z grupy przecinających orbitę Marsa okrążająca Słońce w ciągu 3,6 lat w średniej odległości 2,35 j.a. Została odkryta 14 marca 2001 roku w programie LINEAR.